# Ryukō-ji (Uwajima)

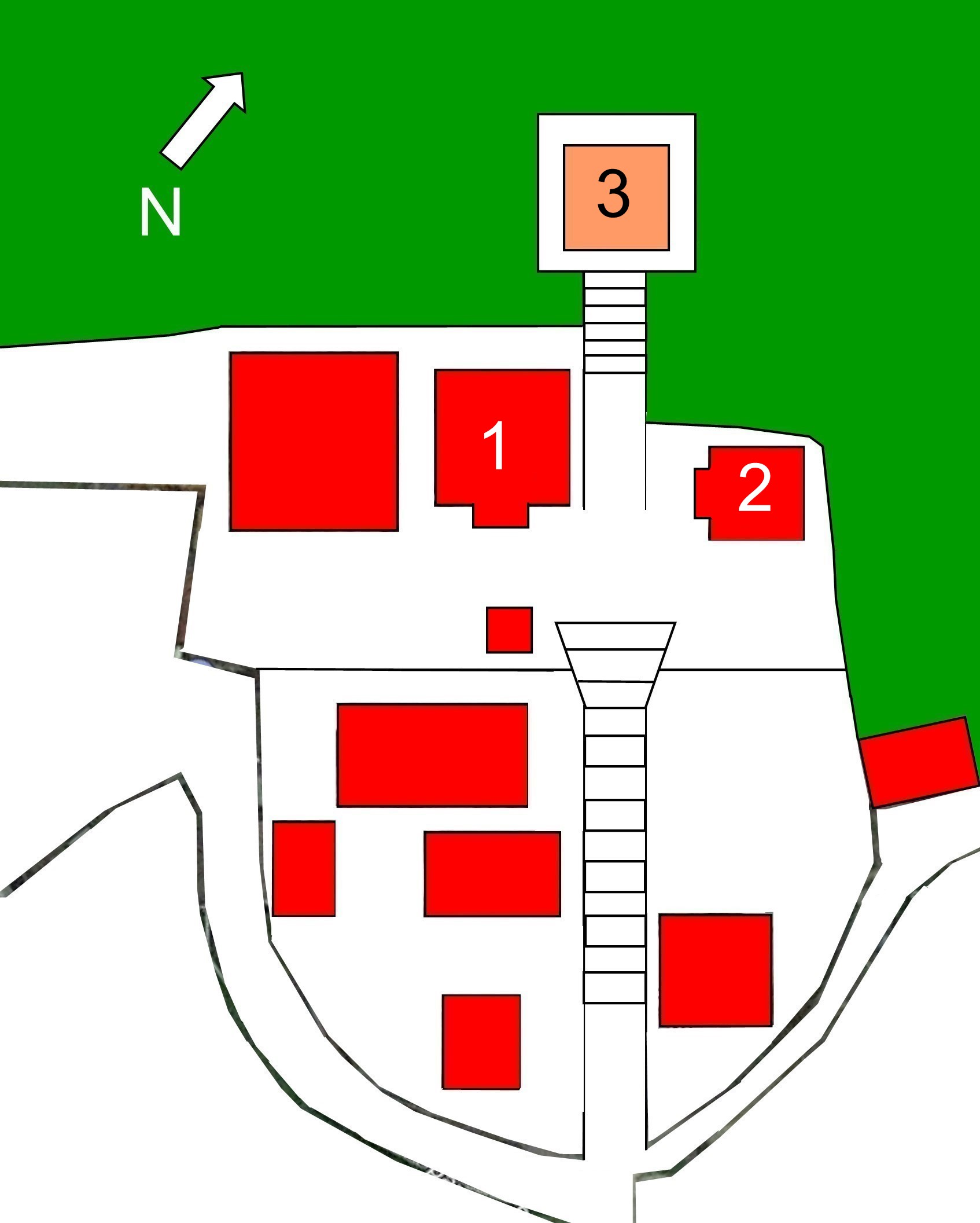
Plan du temple (voir texte).

Le Ryūkō-ji (en japonais : 龍光寺 ()) — avec l'Inarizan (稲荷山) et le Gokokuin (護国院) — est un temple de la branche Omuro (御室派) du bouddhisme Shingon. Le temple est situé à Togan, dans le district nord-est de Mima (en) (三間) de la ville d'Uwajima (préfecture d'Ehime) au Japon.
Sa figure principale est le Kannon à onze faces. Dans le décompte traditionnel, il est 41e temple des 88 sanctuaires du pèlerinage de Shikoku.

## Histoire
Le temple, que les habitants locaux appellent également le « Vénérable sanctuaire Inari de Mima » (三間のお稲荷さん), montre encore un lien étroit entre le bouddhisme et le shintoïsme. Lorsque le prêtre Kūkai visita cette région en 807, il rencontra un vieil homme aux cheveux blancs portant un paquet de riz sur son épaule. Il a dit qu'il vivait dans cette région et qu'il espérait que le bouddhisme profiterait à la population , puis il a disparu. Kūkai réalisa que cet ancien était une apparition du saint Gokoku Daimyōjin (五穀大明神). Il a alors réalisé une figure d'Inari Myōjin et l'a placée dans un bâtiment. Il a également réalisé une statue de Kannon à onze visages ainsi que les figures qui l'accompagnent du saint Fudō (不動明) et du Bishamon-ten (毘沙門天). Il appela le temple « Inarisan Ryūkōji » (稲荷山龍光寺).
Après la restauration de Meiji en 1868, il y a eu une réorganisation d'après les instructions visant à supprimer le bouddhisme et à promouvoir le shintoïsme (廃仏毀釈令, Haibutsu kishaku rei) : l'ancienne salle principale est devenue le sanctuaire Inari et les saints bouddhistes ont été installés dans une nouvelle salle principale.

## Plan du temple
À l'arrière de l'enceinte du temple, un long escalier mène à la salle principale (本堂, Hondō ; 1) et à droite de celle-ci, vers la salle dédiée au fondateur du temple, au Daishidō (大師堂 ; 2). Dans le hall principal, une pierre noire d'environ 10 cm de haut est vénérée comme l'œil du dragon. Un autre escalier entre ces bâtiments mène au sanctuaire Inari (稲荷神社, Inari jinja ; 3), devant lequel se trouve un torii rouge.

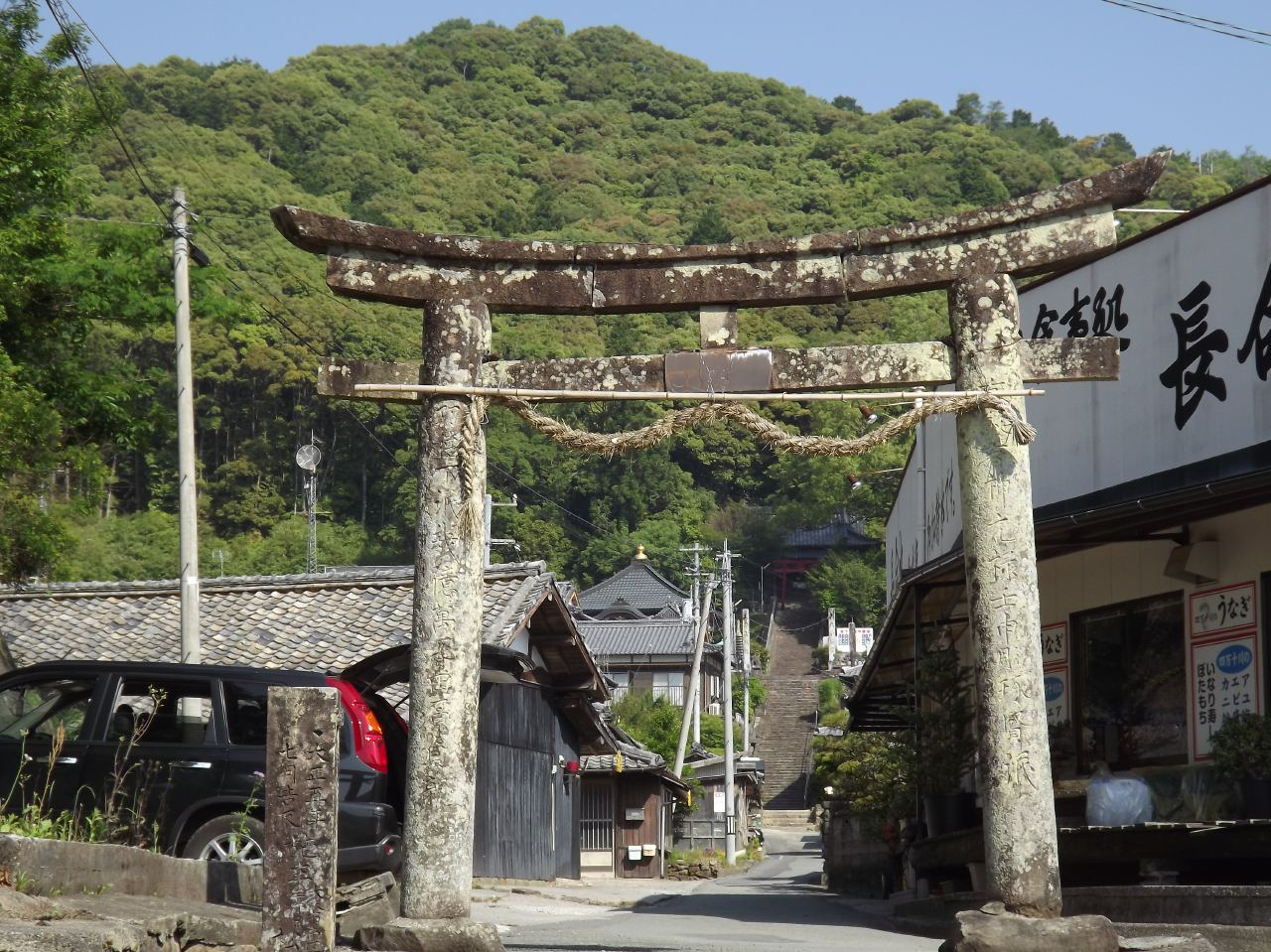
Torii devant le temple.
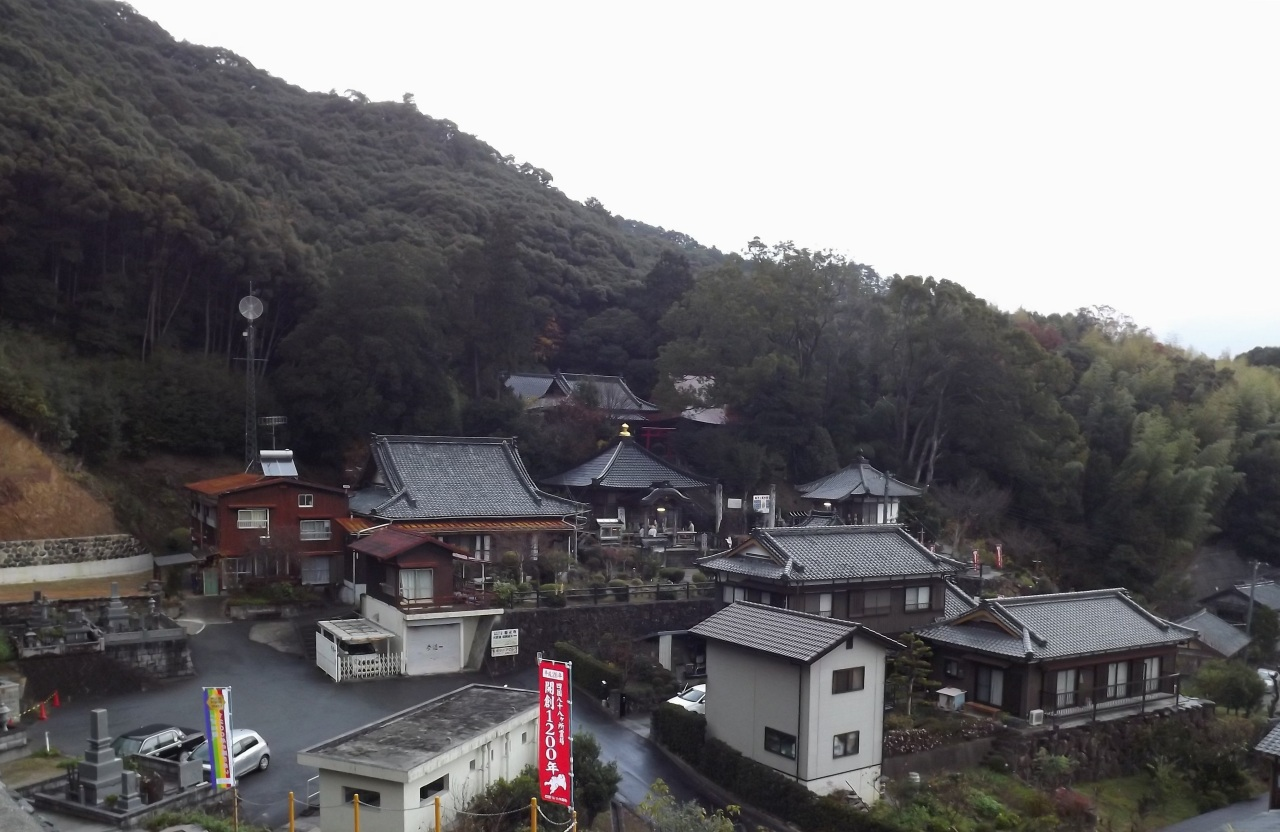
Vue d'ensemble.
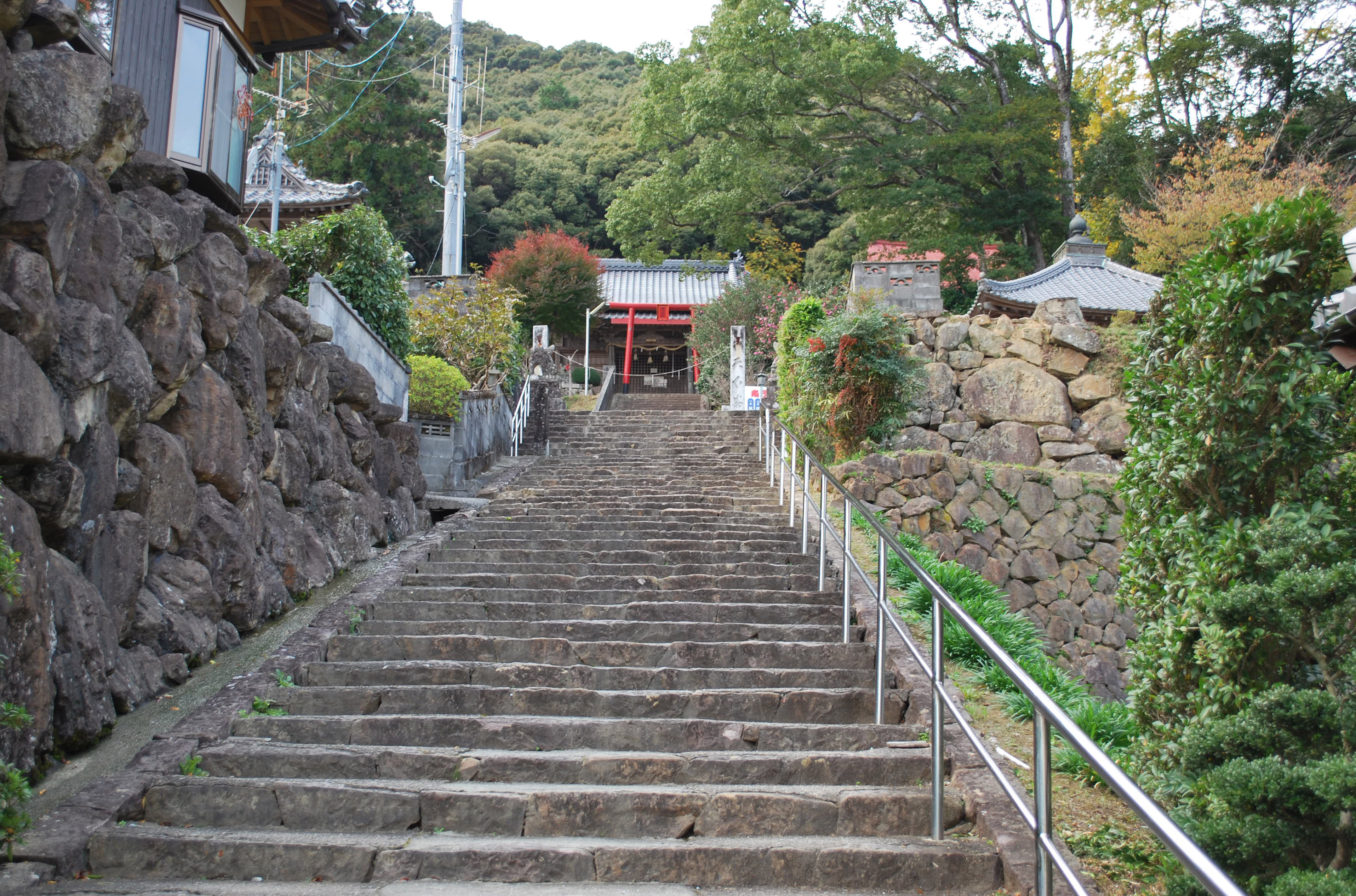
Escaliers menant au temple
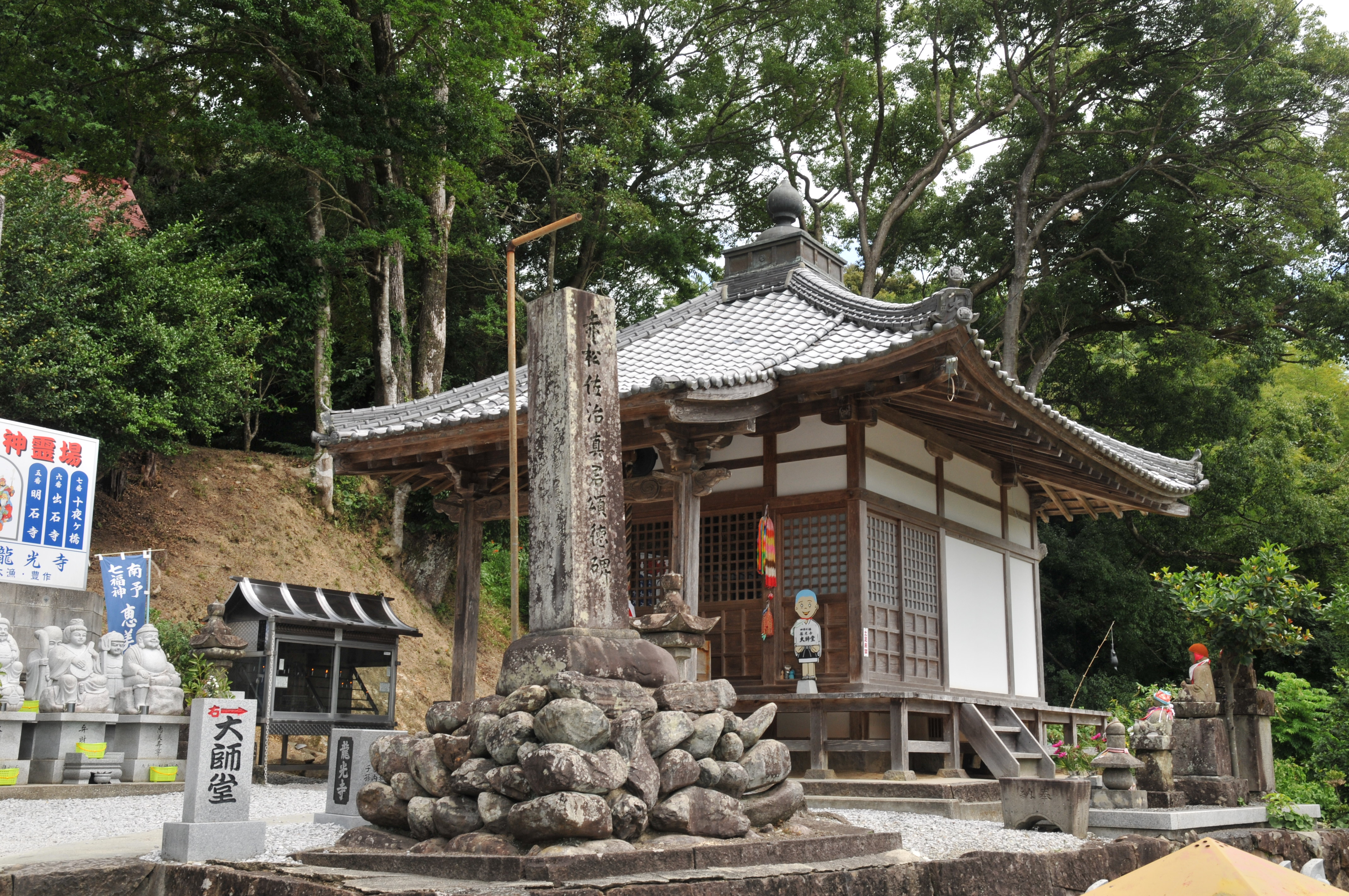
Daishidō.